# Greppin

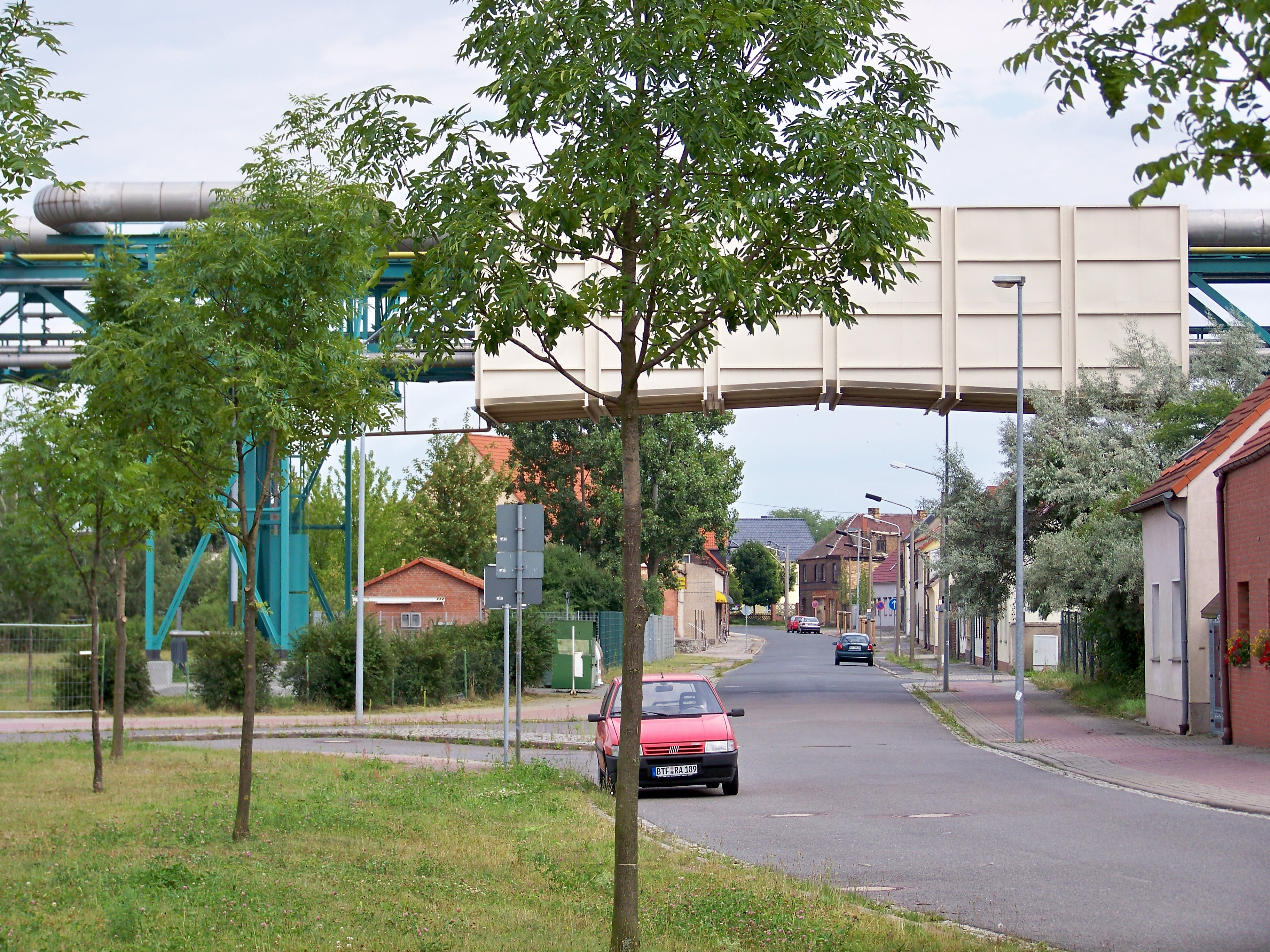
Ortseingang

Greppin ist ein Ortsteil der Stadt Bitterfeld-Wolfen im Landkreis Anhalt-Bitterfeld im Südosten des Landes Sachsen-Anhalt.

## Geografie
Der Stadtteil Greppin liegt südwestlich der Mulde zwischen den beiden Stadtteilen Wolfen und Bitterfeld der neugebildeten Stadt.

## Geschichte
Greppin wurde im Jahr 1390 erstmals urkundlich erwähnt. Der Ort gehörte mit dem benachbarten Wohnplatz Wachtendorf bis 1815 zum kursächsischen Amt Bitterfeld. Durch die Beschlüsse des Wiener Kongresses kamen sie zu Preußen und wurden 1816 dem Landkreis Bitterfeld im Regierungsbezirk Merseburg der Provinz Sachsen zugeteilt. Der Landkreis bestand bis 1952 und als Kreis Bitterfeld in kleinerem Umfang bis 1990 fort. Im Mai 1990 wurde der Landkreis Bitterfeld wiedereingerichtet. Diesem gehörte Greppin an und ging mit ihm in den 2007 gegründeten Landkreis Anhalt-Bitterfeld auf.
In Greppin wurde 1701 im Rahmen der Hexenverfolgung gegen einen Bürger namens Andreas Blume ein Hexenprozess geführt, dessen Ausgang allerdings unbekannt ist.
Im Jahr 1846 wurde am Rand von Greppin Braunkohle entdeckt und in den folgenden Jahrzehnten abgebaut. Die ebenfalls entdeckten Tonvorkommen wurden ab 1860 zunächst zur Produktion von einfachen Ziegeln genutzt. Seit 1857 besitzt Greppin einen Bahnanschluss, mit dem die geförderte Braunkohle und die Ziegel leichter abtransportiert werden konnten.
Mit Gründung der Greppiner Werke im Jahr 1872 und Modernisierung der Brennöfen konnten hier qualitativ hochwertige Klinkersteine gebrannt werden, die als Greppiner Klinker überregional bekannt waren und im Zeitraum von 1872 bis ca. 1900 für zahlreiche repräsentative Gebäude verwendet wurden, so auch für den Anhalter Bahnhof in Berlin. Die Greppiner Werke wurden 1932 geschlossen und demontiert.
1896 errichtete die Agfa ein Farbenwerk in Greppin, in dem Ende 1907 944 Arbeiter tätig waren.

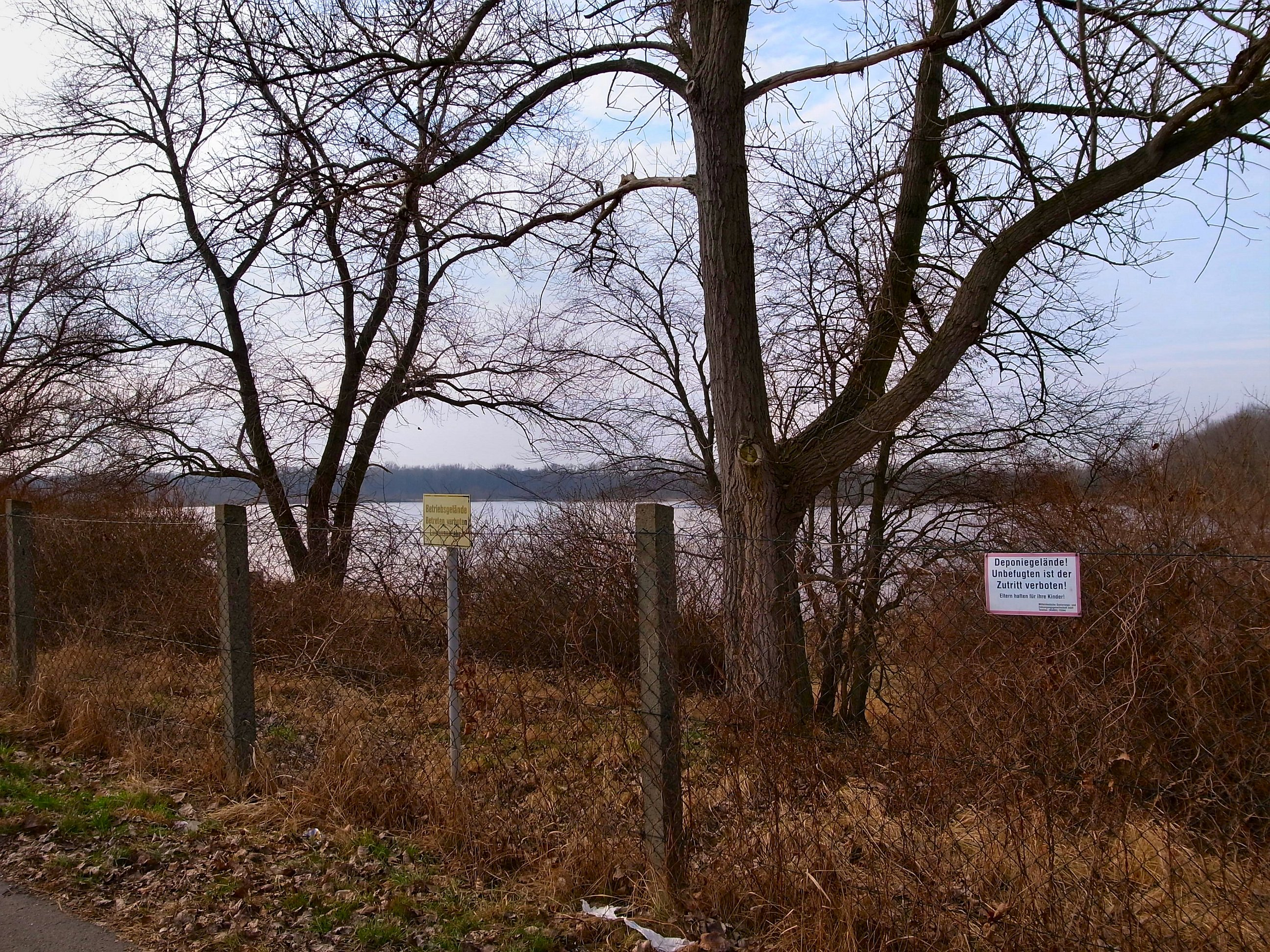
Silbersee

In das Tagebaurestloch wurden ab 1932 bis zur Wende 1990 giftige und stark riechende Abfälle und Abwässer der chemischen Produktion eingeleitet. Unter dem vom Volksmund geprägten ironischen Namen Silbersee wurde diese Deponie zum Synonym für die Umweltbelastung in der DDR durch die sorglose Ablagerung von Chemieabfällen.
Am 1. Juli 2007 endete die Eigenständigkeit der Gemeinde Greppin durch die Eingliederung in die neugebildete Stadt Bitterfeld-Wolfen. Ortsbürgermeister ist seit den vergangenen Kommunalwahlen Joachim Schunke (Freie Wähler Anhalt-Bitterfeld). Seit 2017 ist der Ortsbürgermeister Mirko Claus von der freien Wählergemeinschaft Greppin. 

### Einwohnerentwicklung
| Jahr | Einwohner |
| ---- | --------- |
| 1970 | 6779      |
| 2005 | 2835      |
| 2008 | 2673      |

## Politik

### Wappen
Das Wappen wurde am 12. Oktober 1993 durch das Regierungspräsidium Dessau genehmigt und im Landeshauptarchiv Magdeburg unter der Wappenrollennummer 44/1993 registriert.
Blasonierung: „In Silber ein schwarzer Kühlturm mit schwarzem Rauch, begleitet von drei roten Seeblättern.“
Die Farben der Gemeinde sind Schwarz - Silber (Weiß).
Das Wappen wurde vom Magdeburger Kommunalheraldiker Jörg Mantzsch gestaltet und ins Genehmigungsverfahren geführt.

### Ortschaftsrat
Der Ortschaftsrat des Ortsteils Greppin hat 9 Sitze. Bei der letzten Wahl zum Ortschaftsrat am 26. Mai 2019 ergab sich bei einer Wahlbeteiligung von 52,03 % folgende Sitzverteilung:
| CDU                              | 2 Sitze  |
| AfD                              | 2 Sitze1 |
| Die Linke                        | 1 Sitz   |
| Freie Wählergemeinschaft Greppin | 4 Sitze  |

1 Per Losentscheid erhielt die AfD einen zweiten Sitz, der jedoch bei nur einem Wahlvorschlag unbesetzt bleibt. Der Rat besteht somit bis zum Ablauf der Legislaturperiode aus nur acht Vertretern.

## Kultur und Sehenswürdigkeiten

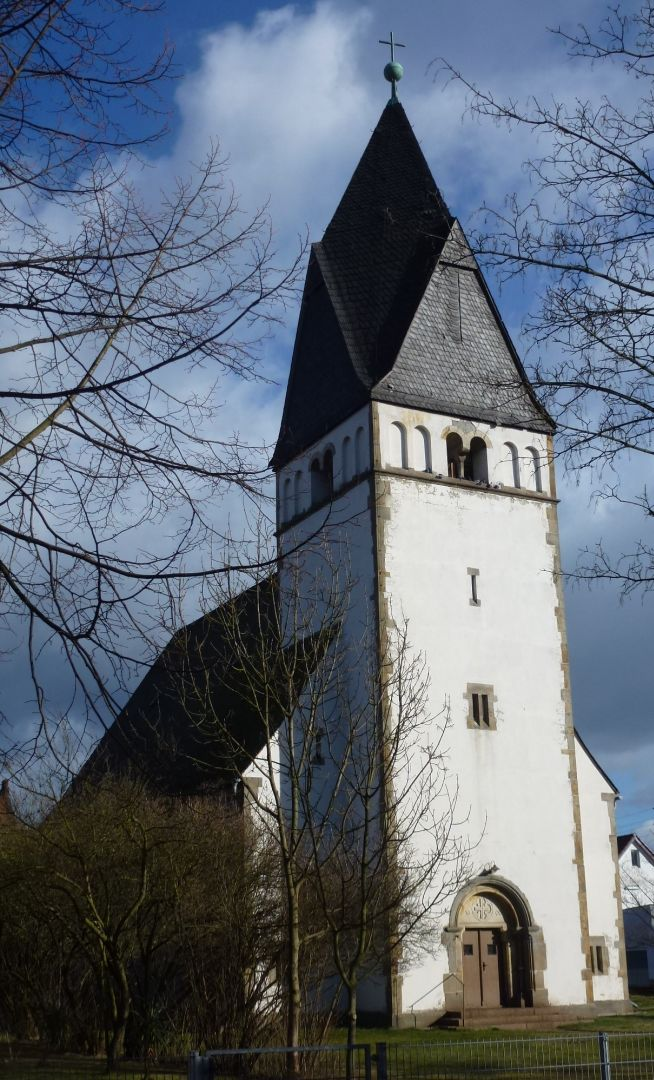
Evangelische Kirche

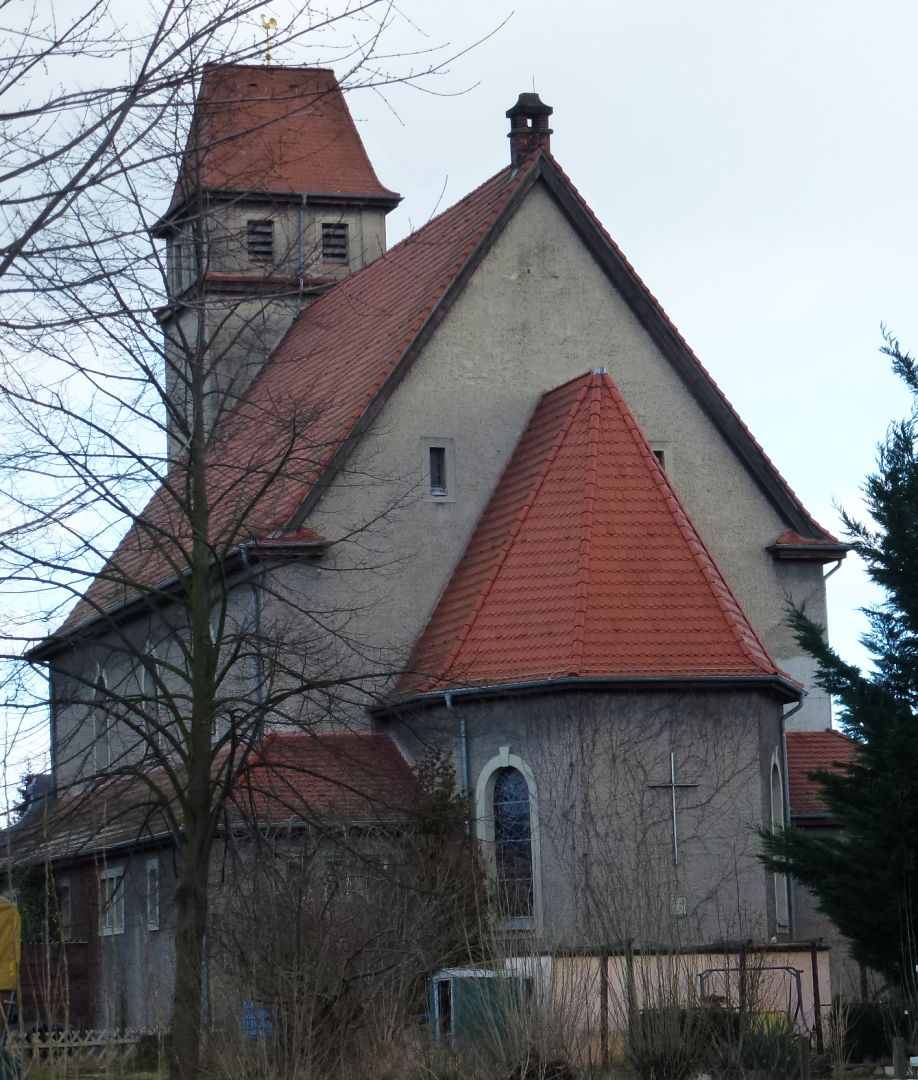
Katholische Kirche

- Greppin besitzt sowohl eine evangelische als auch eine katholische Kirche. Letztere wurde an ihrem 100. Weihetag 2017 profaniert.[7]
- Der Ort grenzt im Osten an die Muldenaue, ein Tiergehege liegt an dem Weg in die Aue.
- Auf dem Ortsfriedhof erinnert ein Sammelgrab von fünf Italienern, vier Franzosen und einem Serben an Menschen, die während des Zweiten Weltkrieges nach Deutschland verschleppt und Opfer von Zwangsarbeit wurden.
- Das vormals als Maschinenhaus genutzte Gebäude, der 1974 gesprengte Wasserturm, wurde zum Wohnhaus umgebaut.

## Wirtschaft und Infrastruktur

### Verkehr
Die Bahnstrecke Dessau–Bitterfeld–Leipzig verläuft direkt durch den Stadtteil. An dieser besitzt Greppin einen Haltepunkt, der stündlich von der S2 Dessau – Bitterfeld – Leipzig – Stötteritz und der S8 Dessau – Bitterfeld – Halle der S-Bahn Mitteldeutschland bedient wird. Außerdem verkehren hier die Stadtbuslinien 406 und 410.
Die Bundesstraße 184 führt westlich an Greppin vorbei. Die nahegelegene A 9 ist über die Anschlussstelle Bitterfeld in ca. 8 km Entfernung zu erreichen.

### Bildung
- Grundschule (Neue Straße 32)

### Umwelt
Die Umwelt von Greppin (besonders das Grundwasser) ist hochgradig mit Schadstoffen belastet, bedingt durch die industrielle Vorgeschichte wie die DDR-Chemieproduktion. Das Grundwasser zählt zum sogenannten „Abstromriegel Nordost“ und wird auf Dauer kontaminiert bleiben. Das Grundwasser Greppins ist so stark belastet, dass bis heute – April 2019 – z. B. vom Anbau von Obst/Gemüse im eigenen Garten abgeraten wird. Es enthält u. a. toxische Chlorbenzole, halogenierte Chlorkohlenwasserstoffe und Lindan.

## Persönlichkeiten
- Gerhard Hoehme (1920–1989), deutscher Maler und Grafiker
- Walter Möbius (1902–1979), Heimatmaler und Grafiker
- Max Müller (1914–1944), Musiker, 1. Kapellmeister am Staatssinfonieorchester Danzig

## Belege
1. ↑  Stadt Bitterfeld-Wolfen – Wir haben den Bogen raus. Abgerufen am 21. Februar 2023.
2. ↑  Wachtendorf auf gov.genealogy.net
3. ↑  Karlheinz Blaschke, Uwe Ulrich Jäschke: Kursächsischer Ämteratlas. Leipzig 2009, ISBN 978-3-937386-14-0; S. 22 f.
4. ↑  Der Landkreis Bitterfeld im Gemeindeverzeichnis 1900 (Seite nicht mehr abrufbar, festgestellt im Mai 2025. Suche in Webarchiven)  Info: Der Link wurde automatisch als defekt markiert. Bitte prüfe den Link gemäß Anleitung und entferne dann diesen Hinweis.
5. ↑   Wilde, Manfred: Die Zauberei- und Hexenprozesse in Kursachsen, Köln, Weimar, Wien 2003, S. 517.
6. ↑  StBA: Gebietsänderungen vom 01.01. bis 31.12.2007
7. ↑   Ulf Rostalsky: Nach 100 Jahren wird das Gotteshaus entweiht In: Mz.web, 11. Juni 2017, abgerufen am 4. März 2021
8. ↑  Schadstoffkonzept Sedimentmanagement Sachstand.
9. ↑  Stefan Schröter: Schutz vor giftigem Grundwasser Greppin soll unterirdische Mauer bekommen.